# Rio Barbado
Rio Barbado är ett vattendrag i Brasilien.   Det ligger i delstaten Mato Grosso, i den centrala delen av landet, 1 300 km väster om huvudstaden Brasília.
Omgivningarna runt Rio Barbado är huvudsakligen savann. Trakten runt Rio Barbado är nära nog obefolkad, med mindre än två invånare per kvadratkilometer.